# Mörttjärnen (Los socken, Hälsingland, 684783-146861)
Mörttjärnen är en sjö i Ljusdals kommun i Hälsingland och ingår i Ljusnans huvudavrinningsområde.